# Behchokǫ̀
Behchokǫ̀ (/bɛ́ht͡ʃʰókʰõ̀/ ou /bɛ́ht͡sʰókʰõ̀/) ; du tlicho signifiant « place de Behcho »), anciennement Rae-Edzo, est une administration de gouvernement communautaire située dans les Territoires du Nord-Ouest, au Canada. Il s'agit du plus important établissement déné de la région.

## Démographie
| 2001  | 2006  | 2011  | 2016  |
| ----- | ----- | ----- | ----- |
| 1 552 | 1 894 | 1 926 | 1 874 |

## Géographie
Située au fond du bras nord du Grand Lac des Esclaves, Behchokǫ̀ est à 106 km de Yellowknife, la capitale du territoire. La région se situe à la limite de la taïga et de la toundra.

## Toponymie
L'ancien nom Rae-Edzo vient rappeler John Rae, un explorateur écossais de l'Arctique canadien et du chef Edzo qui a fait la paix avec le chef Akaitcho de Yellowknife.
Le nouveau toponyme Behchokǫ̀ signifie « région de Gros Couteau (probablement un commerçant américain) ». Il a été adopté le 4 août 2005.

## Historique
Behchokǫ̀ se trouve sur l'ancien poste de traite Fort Rae installé en 1850.
Hameau de 1971 à 2005, Behchokǫ̀ devient une administration de gouvernement communautaire en 2005 et est administrée par un chef élu.

## Galerie

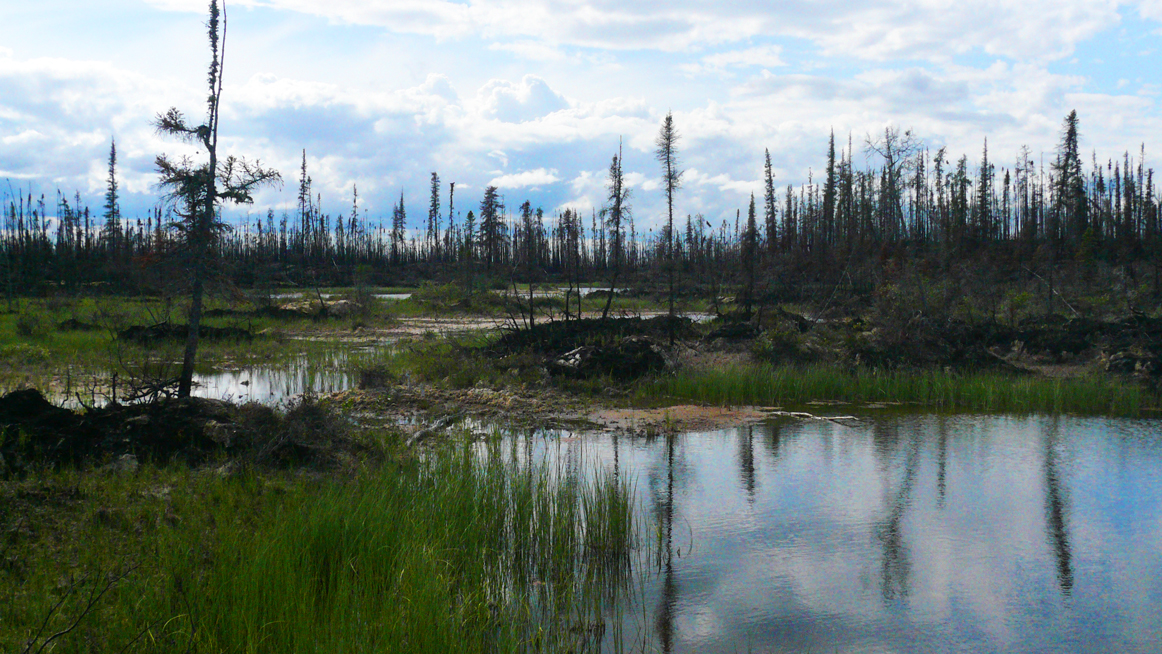
Forêt boréale
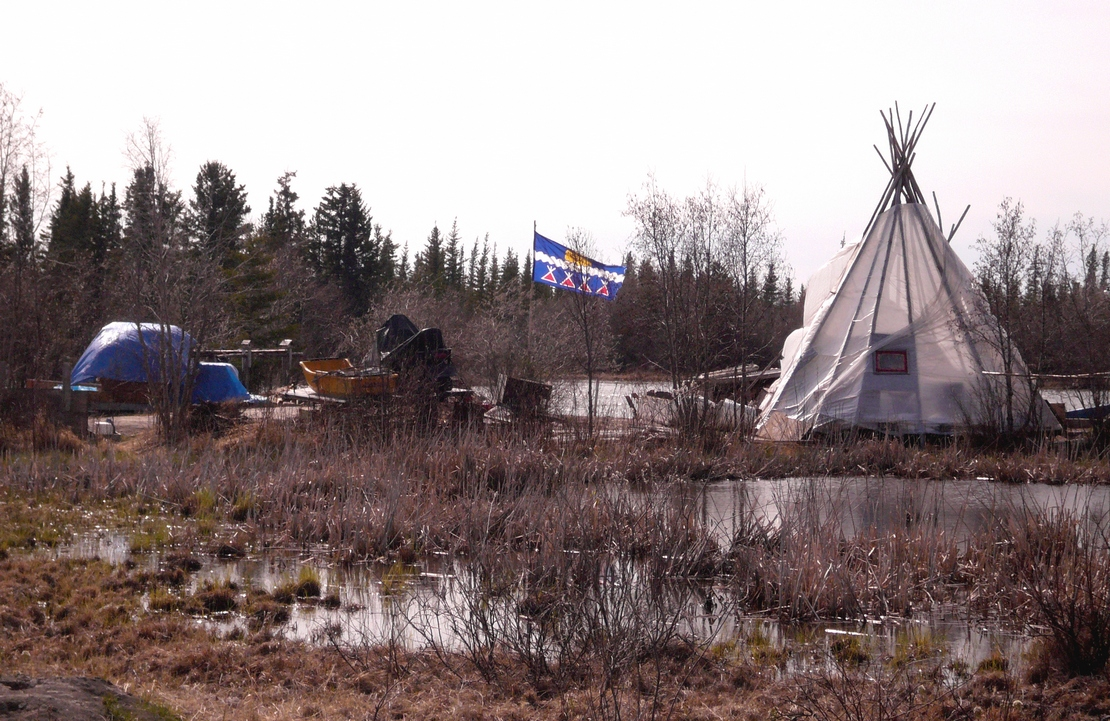
Tipi sur les berges de Grand Lac des Esclaves
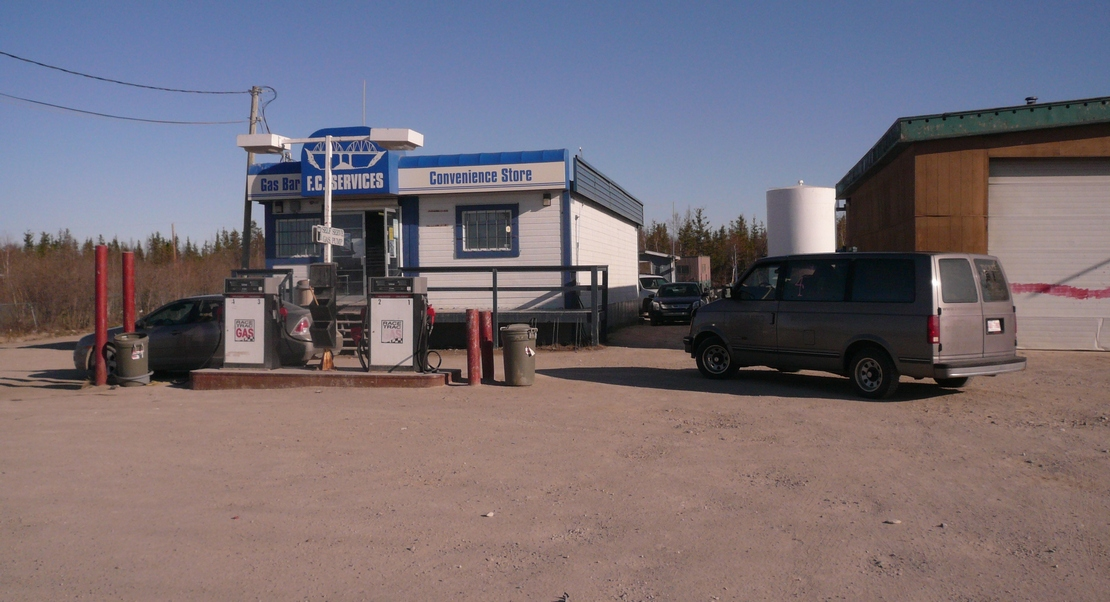
Station-service et épicerie